# Melinoessa horni
Timana horni là một loài bướm đêm trong họ Geometridae.